# Eschenhahn
Das Dorf Eschenhahn ist der südlichste Stadtteil von Idstein im hessischen Rheingau-Taunus-Kreis.

## Geographische Lage
Eschenhahn liegt wenige Kilometer südwestlich der Kernstadt Idstein im Quellgebiet des Auroffer Bachs in einer Rodungsinsel des westlichen Hintertaunus. Die Gemarkung erstreckt sich beiderseits des Römischen Limes. Das Dorf selbst liegt auf der römischen Seite, die Bebauung reicht bis auf wenige Meter an den Limes heran.

Eschenhahn von Süden mit Blick in Richtung Bad Camberg

## Geschichte

### Chronik
Die älteste bekannte schriftliche Erwähnung von Eschenhahn erfolgte im Jahr 1117 unter dem Namen Asinhaga in einer nassauischen Urkunde.
Eschenhahn wurde im Jahre 1117 erstmals als Asinhaga urkundlich erwähnt. 
1475 gab es hier die zwei Dörfer Eschenhahn und Niederhahn. Aus einem Weistum von 1475 geht hervor, dass der Graf von Nassau-Idstein Herr in beiden Eschenhahn sei. 1594 gehört Eschenhahn zum Kirchspiel Oberauroff.

### Gebietsreform
Im Zuge der Gebietsreform in Hessen schloss sich die bis dahin selbständige Gemeinde Eschenhahn am 1. Juli 1971 zeitgleich mit zwei weiteren Gemeinden freiwillig der Stadt Idstein an. Für den Stadtteil Eschenhahn wurde, wie für die übrigen Stadtteile von Idstein, ein Ortsbezirk mit Ortsbeirat und Ortsvorsteher nach der Hessischen Gemeindeordnung eingerichtet.

### Territorialgeschichte und Verwaltung im Überblick
Die folgende Liste zeigt im Überblick die Territorien, in denen Eschenhahn lag, bzw. die Verwaltungseinheiten, denen es unterstand:
- vor 1721: Heiliges Römisches Reich, Grafschaft Nassau-Idstein, Amt Idstein
- ab 1721: Heiliges Römisches Reich, Grafschaft Nassau-Ottweiler, Amt Idstein
- ab 1728: Heiliges Römisches Reich, Fürstentum Nassau-Usingen, Amt Idstein
- 1787: Heiliges Römisches Reich, Fürstentum Nassau-Usingen, Oberamt oder Herrschaft Idstein
- ab 1806: Herzogtum Nassau, Amt Idstein
- 1812: Herzogtum Nassau, Regierungsbezirk Wiesbaden, Amt Idstein
- ab 1816: Deutscher Bund, Herzogtum Nassau, Amt Wehen
- ab 1849: Deutscher Bund, Herzogtum Nassau, Regierungsbezirk Wiesbaden, Kreisamt Langen-Schwalbach (Justizamt Wehen)
- ab 1854: Deutscher Bund, Herzogtum Nassau, Regierungsbezirk Wiesbaden, Justiz- und Verwaltungsamt Wehen
- ab 1867/68: Königreich Preußen, Provinz Hessen-Nassau, Regierungsbezirk Wiesbaden, Untertaunuskreis (Trennung von Justiz (Amtsgericht Wehen) und Verwaltung)
- ab 1871: Deutsches Reich, Königreich Preußen, Provinz Hessen-Nassau, Regierungsbezirk Wiesbaden, Untertaunuskreis
- ab 1918: Deutsches Reich, Freistaat Preußen, Provinz Hessen-Nassau, Regierungsbezirk Wiesbaden, Untertaunuskreis
- ab 1944: Deutsches Reich, Freistaat Preußen, Provinz Nassau, Untertaunuskreis
- ab 1945: Amerikanische Besatzungszone, Groß-Hessen, Regierungsbezirk Wiesbaden, Untertaunuskreis
- ab 1949: Bundesrepublik Deutschland, Land Hessen (ab 1946), Untertaunuskreis
- ab 1968: Bundesrepublik Deutschland, Regierungsbezirk Darmstadt, Untertaunuskreis
- am 1. Juli 1971 als Stadtteil zu Idstein
- ab 1977: Bundesrepublik Deutschland, Regierungsbezirk Darmstadt, Rheingau-Taunus-Kreis

### Einwohnerentwicklung

#### Einwohnerzahlen
- 1566: 10 nassauische Haushaltungen[1]
- 1609: 7 nassauische Haushalte[1]

| Eschenhahn: Einwohnerzahlen von 1821 bis 2020 | Eschenhahn: Einwohnerzahlen von 1821 bis 2020 | Eschenhahn: Einwohnerzahlen von 1821 bis 2020 | Eschenhahn: Einwohnerzahlen von 1821 bis 2020 | Eschenhahn: Einwohnerzahlen von 1821 bis 2020 |
| --- | --------------------------------------------- | --------------------------------------------- | --------------------------------------------- | --------------------------------------------- |
| Jahr |                                               |                                               |                                               | Einwohner                                     |
| 1821 | 1821                                          |                                               | 120                                           | 120                                           |
| 1834 | 1834                                          |                                               | 136                                           | 136                                           |
| 1840 | 1840                                          |                                               | 144                                           | 144                                           |
| 1846 | 1846                                          |                                               | 147                                           | 147                                           |
| 1852 | 1852                                          |                                               | 157                                           | 157                                           |
| 1858 | 1858                                          |                                               | 162                                           | 162                                           |
| 1864 | 1864                                          |                                               | 172                                           | 172                                           |
| 1871 | 1871                                          |                                               | 173                                           | 173                                           |
| 1875 | 1875                                          |                                               | 176                                           | 176                                           |
| 1885 | 1885                                          |                                               | 182                                           | 182                                           |
| 1895 | 1895                                          |                                               | 185                                           | 185                                           |
| 1905 | 1905                                          |                                               | 163                                           | 163                                           |
| 1910 | 1910                                          |                                               | 160                                           | 160                                           |
| 1925 | 1925                                          |                                               | 173                                           | 173                                           |
| 1939 | 1939                                          |                                               | 165                                           | 165                                           |
| 1946 | 1946                                          |                                               | 260                                           | 260                                           |
| 1950 | 1950                                          |                                               | 252                                           | 252                                           |
| 1956 | 1956                                          |                                               | 247                                           | 247                                           |
| 1961 | 1961                                          |                                               | 257                                           | 257                                           |
| 1967 | 1967                                          |                                               | 384                                           | 384                                           |
| 1970 | 1970                                          |                                               | 426                                           | 426                                           |
| 1980 | 1980                                          |                                               | ?                                             | ?                                             |
| 1990 | 1990                                          |                                               | ?                                             | ?                                             |
| 2000 | 2000                                          |                                               | ?                                             | ?                                             |
| 2011 | 2011                                          |                                               | 696                                           | 696                                           |
| 2014 | 2014                                          |                                               | 762                                           | 762                                           |
| 2020 | 2020                                          |                                               | 742                                           | 742                                           |
| Datenquelle: Historisches Gemeindeverzeichnis für Hessen: Die Bevölkerung der Gemeinden 1834 bis 1967. Wiesbaden: Hessisches Statistisches Landesamt, 1968. Weitere Quellen: LAGIS; Stadt Idstein:; Zensus 2011 |                                               |                                               |                                               |                                               |

#### Einwohnerstruktur
Nach den Erhebungen des Zensus 2011 lebten am Stichtag dem 9. Mai 2011 in Eschenhahn 696 Einwohner. Darunter waren 45 (6,5 %) Ausländer.
Nach dem Lebensalter waren 132 Einwohner unter 18 Jahren, 179 zwischen 18 und 49, 165 zwischen 50 und 64 und 120 Einwohner waren älter.
Die Einwohner lebten in 330 Haushalten. Davon waren 102 Singlehaushalte, 102 Paare ohne Kinder und 90 Paare mit Kindern, sowie 33 Alleinerziehende und 3 Wohngemeinschaften. In 57 Haushalten lebten ausschließlich Senioren und in 237 Haushaltungen lebten keine Senioren.

#### Religionszugehörigkeit
| • 1895: | 143 evangelische (= 78,57 %), 39 katholische (= 21,43 %) Einwohner |
| • 1961: | 174 evangelische (= 67,70 %), 79 katholische (= 30,74 %) Einwohner |

## Baudenkmäler
Die an der Ortsdurchfahrt gelegene, aus dem 18. und 19. Jahrhundert stammende Bebauung Schwalbacher Straße 9–27 steht als Gesamtanlage unter Denkmalschutz.
Es handelt sich um einen Teilbereich des alten Dorfkerns mit jüngerer Erweiterung nach Osten. Die Erweiterung wurde planmäßig vorgenommen und weist regelmäßige Parzellen mit traufständigen Wohnhäusern auf.
- Die Häuser Schwalbacher Straße 9 und 17 stammen aus dem frühen 19. Jahrhundert, sie verfügen über kleine Walmen.
- Haus Nummer 13 wurde im 19. Jahrhundert verändert, wobei das Obergeschossfachwerk des 18. Jahrhunderts freigelegt wurde.
- Haus Nummer 23 ist ein schmales Wohnhaus des 18. Jahrhunderts, das im vorderen Bereich aus kräftigem Fachwerk mit gekrümmten Streben besteht und durch traufseitig Mannfiguren und Schwellenprofil geprägt ist.
- Nummer 25 ist ein Hof aus dominierender Fachwerk-Scheune und einem im rechten Winkel zurückgesetzten Wohnhaus.
- Die vierseitige Hofanlage Nummer 27 wird durch ein kleines Nebengebäude zur Straße hin geschlossen. Die Giebelfronten von Wohnhaus und Scheune, teilweise verputzt und verkleidet, bestimmen das Straßenbild. Die Scheune mit regionaltypisch geschnitztem Torsturzbalken trägt als Inschrift das Entstehungsdatum 1732.[10]

## Infrastruktur
Durch Eschenhahn führt die Bundesstraße 275 als Schwalbacher Straße. Sie verbindet Idstein mit Taunusstein und von dort über die Bundesstraße 417 mit Wiesbaden. Ein Abzweig von der B 275 kurz vor der Kernstadt Idstein verbindet Eschenhahn mit der Anschlussstelle Idstein der Bundesautobahn 3.
Den öffentlichen Personennahverkehr stellt die Buslinie 271 der Rheingau-Taunus-Verkehrsgesellschaft sicher.
Im Ort gibt es ein Dorfgemeinschaftshaus.